# Indisch-bangladeschische Enklaven

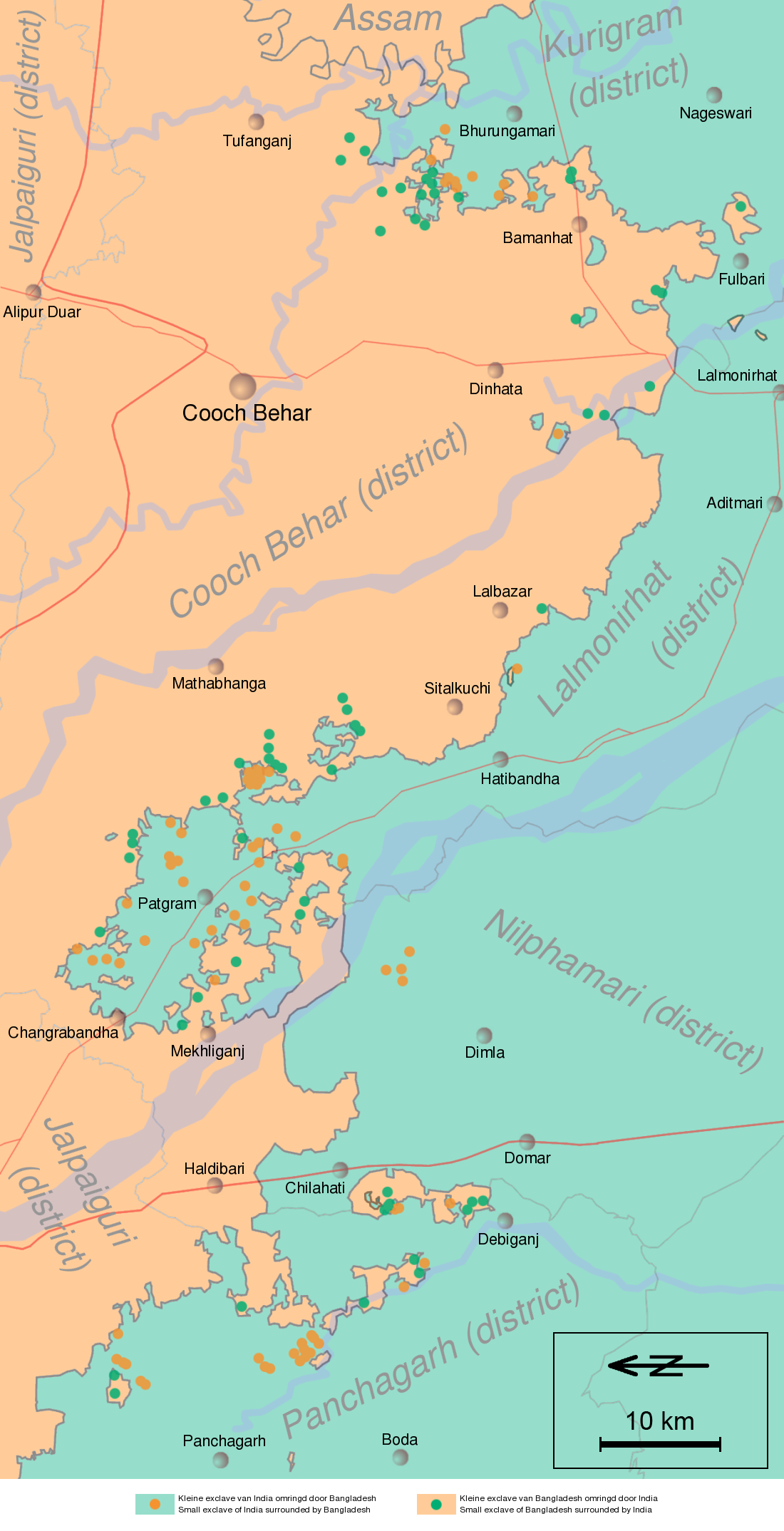
Schematische Karte der indisch-bangladeschischen Enklaven
(Norden ist links, Osten ist oben)

Die indisch-bangladeschischen Enklaven bildeten bis zur vertraglichen Regelung im Jahr 2015 einen Komplex von Enklaven und Exklaven an der indisch-bangladeschischen Grenze. Bekannt wurden sie durch ihre Eigenschaft als kompliziertester und größter Komplex aus Enklaven und Exklaven der Welt.
Als einzige der indisch-bangladeschischen Enklaven ist Dahagram-Angarpota weiterhin vom bangladeschischen Mutterland abgeschnitten, doch über den Tin Bigha Corridor erreichbar.

## Statistisches
Der Komplex bestand aus 106 Exklaven des indischen Bundesstaats Westbengalen in Bangladesch und 92 bangladeschischen Enklaven in Indien. Die Gesamtfläche der indischen Enklaven betrug 69,6 km², die der bangladeschischen belief sich auf 49,7 km². Insgesamt 28 Enklaven lagen im Inneren anderer Enklaven (Unterenklaven), wovon sieben zu Indien und 21 zu Bangladesch gehörten. Auch die damals kleinste Enklave der Welt, Upan Chowki Bhaini, eine bangladeschische Enklave mit einer Fläche von 53 m², befand sich in diesem Komplex.
Außerdem gab es in diesem Komplex eine Enklave in einer Enklave in einer Enklave (Unterunterenklave). Diese indische Exklave war die einzige Exklave dritter Ordnung der Welt. Sie bestand aus einem Jutefeld mit dem Namen „Dahala Khagrabari“ (Erste von 51) und lag in der bangladeschischen Unterenklave Upanchowki Bhajni, die wiederum in der indischen Enklave Balapara Khagrabari lag, welche sich auf der Grenze der bangladeschischen Unterdistrikte (Upazilas) Debiganj und Domar befand (Abb.).
| 71 bangladeschische Enklaven (47,7 km²) \| 7 indische Unterenklaven (0,17 km²) \| |
| 7 indische Unterenklaven (0,17 km²)                                               |

| 7 indische Unterenklaven (0,17 km²) |

| 71 bangladeschische Enklaven (47,7 km²) \| 7 indische Unterenklaven (0,17 km²) \| |
| 7 indische Unterenklaven (0,17 km²)                                               |

| 7 indische Unterenklaven (0,17 km²) |

| 21 bangladeschische Unterenklaven (2,1 km²) \| 1 indische Unterunterenklave (0,007 km²) \| |
| 1 indische Unterunterenklave (0,007 km²)                                                   |

| 1 indische Unterunterenklave (0,007 km²) |

| 21 bangladeschische Unterenklaven (2,1 km²) \| 1 indische Unterunterenklave (0,007 km²) \| |
| 1 indische Unterunterenklave (0,007 km²)                                                   |

| 1 indische Unterunterenklave (0,007 km²) |

| 21 bangladeschische Unterenklaven (2,1 km²) \| 1 indische Unterunterenklave (0,007 km²) \| |
| 1 indische Unterunterenklave (0,007 km²)                                                   |

| 1 indische Unterunterenklave (0,007 km²) |

| 21 bangladeschische Unterenklaven (2,1 km²) \| 1 indische Unterunterenklave (0,007 km²) \| |
| 1 indische Unterunterenklave (0,007 km²)                                                   |

| 1 indische Unterunterenklave (0,007 km²) |

## Geographie

Gebietstausche im Grenzvertrag von 2015

Die Enklaven lagen überwiegend im Distrikt Koch Bihar im indischen Bundesstaat Westbengalen, der bis zur Unabhängigkeit Indiens der autonome Fürstenstaat Cooch Behar gewesen war. Auch der westbengalische Distrikt Jalpaiguri verfügte über einige Enklaven und Exklaven. Auf der Seite Bangladeschs galt dies für die Distrikte Panchagarh, Nilphamari, Lalmonirhat und Kurigram, die in den Divisionen Rajshahi und Rangpur liegen. Die östlichste bangladeschische Exklave grenzte an einer Seite an den assamesischen Distrikt Dhubri.
Die geschätzte Einwohnerzahl der Enklaven belief sich auf etwa 70.000,
auch wenn die Schätzungen sehr weit auseinander laufen. Eine genaue Zahl kann nicht angegeben werden, da die Beamten der statistischen Behörden praktisch keinen Zugang zu den Gebieten erhielten.
Das Gebiet ist flach, sumpfig und fruchtbar und wird von vielen großen und kleinen Flüssen durchquert. Die wichtigsten sind von Westen nach Osten Karatoya, Tista, Singimari (im Unterlauf Dharla), Torsa (im Unterlauf Dudhkumar), Kaljani, Raidak und Sankosh (mit gemeinsamen Unterlauf Gangadhar).
Die größten Ortschaften in und um das Gebiet sind von Osten nach Westen Dhubri, Kurigram, Koch Bihar, Dinhata, Lalmonirhat, Rangpur, Dhupguri, Nilphamari, Domar, Mainaguri, Haldibari, Jalpaiguri und Panchagarh.

## Bevölkerung
Nahezu die gesamte Bevölkerung besteht aus Bengalisch sprechenden Bengalen. In Bezug auf die Religion gibt es einen großen Unterschied. Während im indischen Teil hauptsächlich Hindus leben, sind es in Bangladesch Muslime. Ein weiterer Unterschied ist der Lebensstandard, der auf indischer Seite im Durchschnitt höher ist als auf bangladeschischer.

## Geschichte

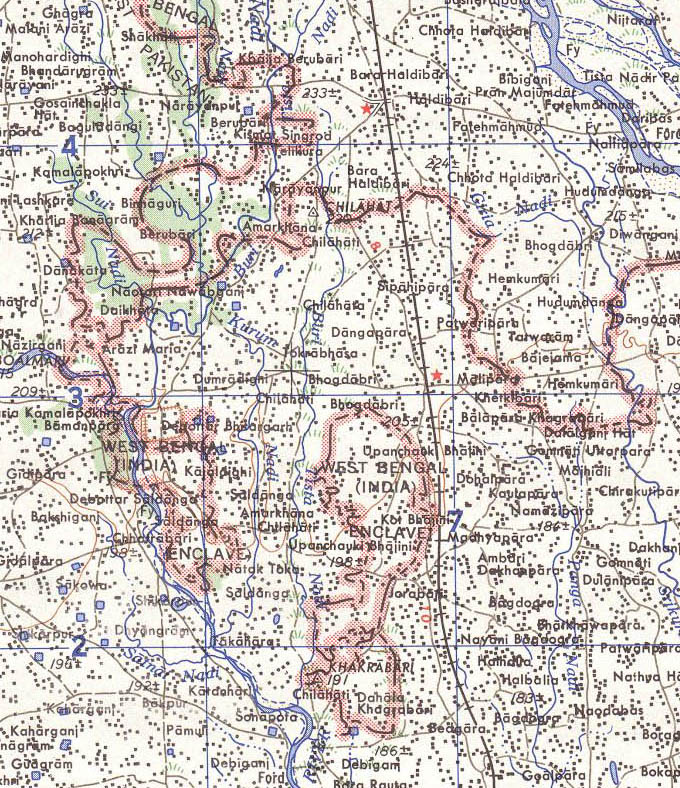
Amerikanische Armeekarte aus den 1960er Jahren mit einem Teil des westlichen Enklavekomplexes um Chilahati.

In den Jahren 1711 und 1713 schlossen das Mogulreich und das Königreich Cooch Behar, die schon seit einiger Zeit in Zwist lagen, einen Vertrag. Dadurch gingen große Teile von Cooch Behar an das Mogulreich. Durch den Widerstand einiger lokaler Oberhäupter von Cooch Behar entstanden Enklaven auf dem Gebiet des Mogulreichs. Weitere Zerteilungen erfuhren die Grenzen durch Besitztümer von Mogulsoldaten über der Grenze in Cooch Behar. Viele Probleme verursachte die große Zahl der Enklaven jedoch nicht, da Cooch Behar in den folgenden Jahren dem Mogulreich steuerpflichtig war und die meisten Enklaven Selbstversorger waren.
Ab 1765 nahm der Einfluss der Britischen Ostindien-Kompanie auf das Mogulreich zu, der Fürstenstaat Cooch Behar blieb jedoch souverän. Dadurch fingen die Enklaven und Exklaven an, eine Rolle als Freiplätze für Gesetzesübertreter zu spielen.
1947 wurde Britisch-Indien geteilt in Indien und Pakistan, wodurch Cooch Behar an Ostpakistan grenzte. 1949 wurde Cooch Behar als Provinz Indien zugefügt und 1950 wurde dieser ein Distrikt im Bundesstaat Westbengalen. Nahezu alle Enklaven zwischen den verschiedenen indischen Verwaltungsgebieten wurden in den folgenden Jahren saniert.
1958 begannen die ersten Verhandlungen, um die Situation um die Enklaven aufzulösen. Das führte aber nur zu wenigen Ergebnissen und manche Pläne stießen auf Widerstand bei einem Teil der Bevölkerung vor Ort.
Ostpakistan wurde 1971 der unabhängige Staat Bangladesch. Im Jahr 1974 einigten sich die Regierungen von Indien und Bangladesch darauf, die Gebiete der Enklaven auszutauschen und/oder den Zugang zu den gegenseitigen Enklaven zu vereinfachen. Der Vertrag hierfür ist von Bangladesch unterzeichnet worden, musste aber immer noch durch Indien ratifiziert werden. Im Jahr 2001 haben die Länder weiter über das Problem gesprochen. Erst im Jahr 2015 wurde der Indisch-Bangladeschische Grenzvertrag durch das indische Parlament ratifiziert,
am 1. August 2015 trat der Grenzvertrag schließlich in Kraft.

## In der Praxis
Seit der Aufteilung Britisch-Indiens und den Spannungen zwischen den Staaten, die dadurch entstanden sind, war die Situation in den Enklaven kompliziert, da in nahezu allen Fällen  das eine Land das andere Land daran hinderte, seine Exklaven zu regieren und seine Autorität dort auszuüben.
Obwohl zahlreiche Versuche unternommen wurden, den Zugang zu den Enklaven zu erleichtern – zum Beispiel einen Korridor zu schaffen, Regelungen für Warenlieferungen und die Ein- und Ausreise der Enklavenbewohner einzuführen – hatte sich die Situation in den Enklaven mit den Jahren nur verschlechtert. In den meisten bewohnten Exklaven gab es weder Strom noch frisches Trinkwasser, da die beiden Länder es nicht zuließen, Leitungen über das Gebiet des anderen zu verlegen. Die meisten Enklaven waren auch wirtschaftlich von ihrem Mutterland abgeschnitten. Daher waren sie abhängig von illegalen Grenzübertritten, Lieferungen durch Dritte oder mussten sich komplett selbst versorgen. Es bestand aber die Möglichkeit für die Bewohner die Genehmigung zu bekommen, ihre Enklave zu verlassen. Dazu mussten sie jedoch ein Visum haben, das man im Konsulat des Landes, in dem sich die Enklave befand, abholen musste. Die einzige Möglichkeit, das Konsulat zu erreichen, war, die Grenze oder Grenzen illegal zu überqueren, was nicht ungefährlich war. Außerdem herrschte durch diese Hindernisse ein akuter Mangel an Medikamenten und es gab keine Schulen.
Vor allem Bewohner der indischen Exklaven sind im Laufe der Jahre nach Indien verzogen, weil die Situation untragbar wurde. Ihr Platz wurde von armen Bengalen aus Bangladesch eingenommen, die sich hierdurch illegal auf indischem Gebiet aufhielten. Dies hatte aber wenig Konsequenzen, weil das Gebiet de facto Niemandsland war, was allerdings nicht bedeutete, dass Bangladesch sich um diese eingenommenen Enklaven kümmerte. Auch waren die Enklaven auf beiden Seiten Brutstätten für Schmuggler und andere Kriminelle.
Die Situation war von Enklave zu Enklave verschieden. Den Bewohnern mancher Enklaven war es gestattet, auf dem örtlichen Markt einzukaufen und ihre Kinder auf die dortige Schule zu schicken. Die größte bangladeschische Exklave Dahagram-Angarpota war daneben seit 1999 mit Mitteln des Tin Bigha Corridor mit dem Mutterland verbunden. Dies galt jedoch nicht für öffentliche Versorgung, wodurch ein Krankenhaus dort unbrauchbar wurde, weil es keine Elektrizität hatte.

### Weitere Quellen
- Strange maps: „Cooch Behar: The Mother of All Enclave Complexes“ (englisch)

Koordinaten: 26° 19′ N, 89° 27′ O